# Scott O'Hara
Scott O'Hara, pseudonimo di John R. Scott (Grants Pass, 16 ottobre 1961 – San Francisco, 18 febbraio 1998), è stato un attore pornografico, poeta, scrittore ed editore statunitense.

## Biografia
Scott O'Hara nacque nell'Oregon con il nome di John R. Scott. Divenne famoso nel mondo della pornografia per aver conquistato agli inizi degli anni ottanta il titolo di "pene più grosso di San Francisco". Questo titolo diventò il marchio di fabbrica che lo accompagnò per il resto della sua carriera. La misura dichiarata del suo pene era di 12 pollici (circa 30 cm). Dal 1983 al 1988 prese parte ad oltre 20 film porno a tematica gay e bisessuale in diversi dei quali mostrò la sua rara capacità nella pratica dell'auto-fellatio.
Dopo essersi lasciato alle spalle l'industria del cinema pornografico O'Hara intraprese la strada dell'editoria prima pubblicando un giornale (Steam) poi una rivista (Wilde). Scrisse diverse poesie, spettacoli teatrali e tre libri.
O'Hara fu anche un grande sostenitore dell'associazione NAMBLA.
Fu anche un sostenitore del barebacking, ovvero l'avere rapporti sessuali non protetti, e della libertà che, a suo dire, diventare sieropositivi darebbe rispetto alla continua paura di contrarre il virus, tanto da tatuarsi sul braccio nel 1994 la scritta "Hiv+". Morì nel 1998 a San Francisco a causa di un linfoma non Hodgkin, una patologia legata all'AIDS. Il corpo fu cremato e l'ubicazione delle ceneri mai resa nota.
Lasciò i suoi carteggi, giornali, corrispondenza, note e manoscritti, alla John Hay Library della Brown University.

## Filmografia
- Below the Belt
- Hung and Horny
- The Joys of Self-Abuse
- Oversized Load
- Ramcharger
- Sgt. Swann's Private Files
- Slaves for Sale
- California Blue

## Libri scritti da lui
- Do It Yourself Piston Polishing (for Non-Mechanics) (Badboy, 1996)
- Autopornography: A Memoir of Life in the Lust Lane (New York: Haworth Press, 1997)
- Rarely Pure and Never Simple: Selected Essays of Scott O'Hara (New York: Haworth Press, 1999 postumo)
- Steam: A Quarterly Journal for Men (editor, 1993-1995)